# 株洲珠江农村商业银行
株洲珠江农村商业银行是湖南省株洲市的一家农村商业银行，2017年12月22日成立，原为始创于1951年的株洲县农村信用合作联社，后在湖南省的支持下，由广州农商银行出资将其改造为农村商业银行，此次是广州农商银行首度跨省控股农商行。目前全行共有33家网点，分布在株洲的渌口区、天元区、芦淞区，员工337人。
目前其企业识别形象已与广州农商银行统一，部分支行并挂湖南农信标志。但银行核心系统和银行回单格式则继续采用湖南农信系统和样式。

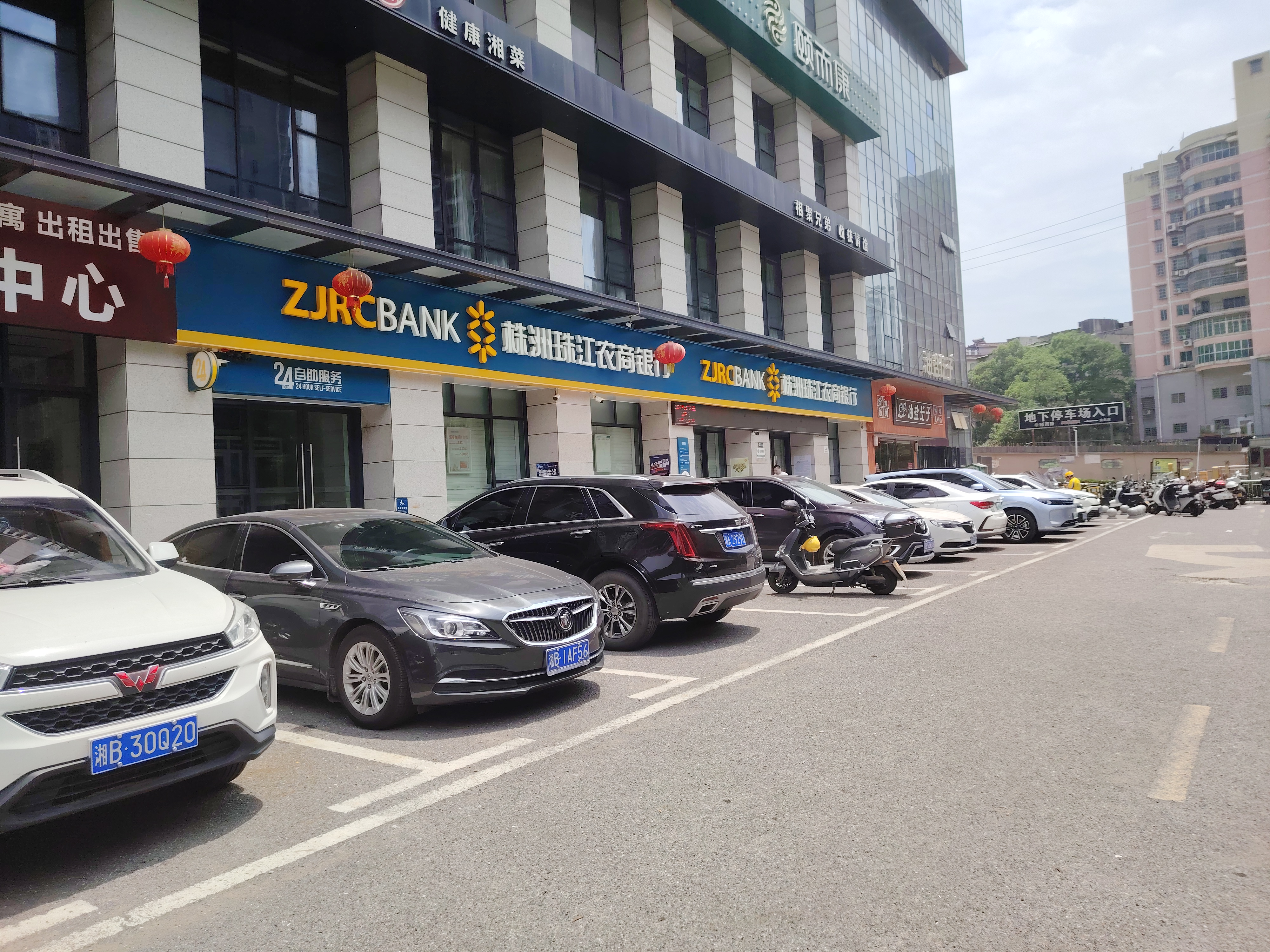
株洲珠江农商行芦淞支行，是其改组后扩张而设置的网点之一